# Friedrich Bergius
Friedrich Bergius (Goldschmieden, 11 ottobre 1884 – Buenos Aires, 31 marzo 1949) è stato un chimico tedesco, vincitore, insieme a Carl Bosch, del premio Nobel per la chimica nel 1931 «per i contributi all'invenzione e allo sviluppo di metodi chimici ad alta pressione».
Affrontò con successo le ricerche sull'idrogenazione del carbone per la produzione di benzine sintetiche prima su piccola scala in una raffineria petrolifera a Essen e successivamente, con il gruppo industriale IG Farben, su scala industriale in un impianto di sintesi della benzina a Leuna negli anni trenta.

## Carriera accademica
Prima di studiare chimica, Bergius fu mandato a lavorare per 6 mesi presso le acciaierie di Friedrich Wilhelms a Mülheim. I suoi studi iniziarono all'Università di Breslavia nel 1903 e terminarono con un dottorato in chimica all'Università di Lipsia nel 1907, dopo soli 4 anni. Nel 1909 Bergius lavorò per un semestre con Fritz Haber e Carl Bosch all'Università di Karlsruhe nello sviluppo del processo Haber-Bosch. Nello stesso anno venne invitato a lavorare all'Leibniz Universität Hannover con il professor Max Bodenstein.

## Studi

### Carburante sintetico dal carbone
Durante la sua abilitazione sviluppò tecniche per la chimica ad alta pressione e ad alta temperatura dei substrati contenenti carbonio, che gli valsero un brevetto su tale reazione nel 1913. In questo processo gli idrocarburi liquidi usati come combustibile sintetico sono prodotti dall'idrogenazione della lignite. Tale metodo venne sviluppato ben prima del noto processo Fischer-Tropsch. Theodor Goldschmidt lo invitò a costruire un impianto industriale nella sua fabbrica nel 1914. La produzione iniziò solo nel 1919, dopo la fine della prima guerra mondiale, quando il fabbisogno di carburante era già in calo. I problemi tecnici, l'inflazione e le continue critiche di Franz Joseph Emil Fischer, che cambiarono in supporto dopo una dimostrazione personale del processo, rallentarono i progressi e Bergius vendette il suo brevetto alla BASF, dove lavorò Bosch. Prima della seconda guerra mondiale furono costruiti diversi impianti con una capacità annua di 4 milioni di tonnellate di combustibile sintetico.

### Zucchero dal legno
Dopo il trasferimento a Heidelberg, Bergius si dedicò all'idrolisi del legno per produrre zucchero ad uso industriale, studiando come migliorare il processo e pianificare una produzione su scala industriale. I costi elevati e i problemi tecnici lo portarono quasi al fallimento, tanto che, nel 1931, un ufficiale giudiziario seguì Bergius a Stoccolma per confiscare il premio in denaro del suo Nobel per la chimica.
Il movimento autarchico precedente alla seconda guerra mondiale potenziò il processo e vennero costruiti diversi impianti. Bergius si trasferì a Berlino, dove fu coinvolto solo marginalmente nello sviluppo. Mentre si trovava a Bad Gastein, in Austria, il suo laboratorio e la sua casa furono distrutti da un'incursione aerea.

### Impegno internazionale
Dopo la guerra la sua cittadinanza fu messa in discussione a causa della sua collaborazione con IG Farben, rendendo così necessaria la sua partenza dalla Germania per lavorare come consigliere in Italia, Turchia, Svizzera e Spagna. Emigrò infine in Argentina, dove lavorò come consigliere del Ministero dell'Industria. Morì a Buenos Aires il 30 marzo 1949.
È sepolto nel Cementerio Alemán, vicino al cimitero di La Chacarita.